# 上挙母
上挙母（うわごろも）は、愛知県豊田市の地名。現行行政地名は上挙母1丁目から4丁目。

## 地理
豊田市西部、挙母地区の中央部に位置し、東は金谷町、西は御幸町、南は司町、北は常盤町、樹木町に接する。

### 河川
- 枝下用水

### 学区
- 豊田市立童子山小学校
- 豊田市立朝日丘中学校

## 歴史

### 人口の変遷
国勢調査による人口および世帯数の推移。
| 1995年（平成7年）  | 251世帯 737人 |  |
| 2000年（平成12年） | 259世帯 755人 |  |
| 2005年（平成17年） | 269世帯 720人 |  |
| 2010年（平成22年） | 343世帯 837人 |  |
| 2015年（平成27年） | 347世帯 888人 |  |
| 2020年（令和2年）  | 405世帯 913人 |  |

### 沿革
- 1959年（昭和34年）1月1日 - 挙母市大字挙母の一部より、豊田市上挙母が成立[2]。

## 交通
- 愛知環状鉄道
- 国道419号

名鉄三河線上挙母駅と愛知環状鉄道新上挙母駅が最寄り駅ではあるが、両駅とも上挙母地内にはない。

## 施設
- DCM21・ペットエキスポ豊田店
- イシグロ豊田店
- ニューヤマザキデイリーストア豊田樹木店

### WEB
1. ↑  “愛知県豊田市の町丁・字一覧”.   人口統計ラボ. 2024年2月26日閲覧。
2. 1 2  総務省統計局 (2022年2月10日). “令和2年国勢調査の調査結果(e-Stat) - 男女別人口，外国人人口及び世帯数－町丁・字等” (CSV). 2023年8月2日閲覧。
3. ↑  “愛知県豊田市の郵便番号一覧”.   日本郵便. 2024年2月23日閲覧。
4. ↑  “市外局番の一覧” (PDF).   総務省 (2022年3月1日). 2022年3月22日閲覧。
5. ↑  “ナンバープレートについて”.   一般社団法人愛知県自動車会議所. 2024年1月21日閲覧。
6. ↑  総務省統計局 (2014年3月28日). “平成7年国勢調査の調査結果(e-Stat) - 男女別人口及び世帯数 －町丁・字等” (CSV). 2021年7月20日閲覧。
7. ↑  総務省統計局 (2014年5月30日). “平成12年国勢調査の調査結果(e-Stat) - 男女別人口及び世帯数 －町丁・字等” (CSV). 2021年7月20日閲覧。
8. ↑  総務省統計局 (2014年6月27日). “平成17年国勢調査の調査結果(e-Stat) - 男女別人口及び世帯数 －町丁・字等” (CSV). 2021年7月21日閲覧。
9. ↑  総務省統計局 (2012年1月20日). “平成22年国勢調査の調査結果(e-Stat) - 男女別人口及び世帯数 －町丁・字等” (CSV). 2021年7月21日閲覧。
10. ↑  総務省統計局 (2017年1月27日). “平成27年国勢調査の調査結果(e-Stat) - 男女別人口及び世帯数 －町丁・字等” (CSV). 2021年7月21日閲覧。

### 書籍
1. ↑  「角川日本地名大辞典」編纂委員会 1989, p. 1762.
2. ↑  「角川日本地名大辞典」編纂委員会 1989, p. 239.